# Катій
Катій (лат. Catius, д/н —45 до н. е.) — філософ-епікуреєць часів пізньої Римської республіки.

## Життя та творчість
За походженням був галлом з племені інсумбрів. Замолоду перебрався до Риму, де здобув класичну освіту. Перебував під впливом ідей Епікура. Катій став одним з перших, хто став складати філософські твори латиною. Найвідомішою працею є «De rerum natura et de summo bono» (про фізичний світ та вище благо). Також був автором численних творів, що пояснювали епікурейство.